# Heinz Winkler (Politiker)
Heinz Winkler (* 7. Mai 1910 in Chemnitz; † 25. Juni 1958 in Berlin) war ein deutscher Politiker (CDU). Er war von 1953 bis 1958 Minister für Aufbau bzw. Bauwesen der DDR.

## Leben
Als Sohn eines Zimmermanns absolvierte er nach dem Besuch der Volks- und Realschule von 1927 bis 1928 eine Ausbildung zum Maurer und bis 1932 ein Studium als Bauingenieur an der Staatlichen Akademie für Technik Chemnitz. Er war bis 1935 Architekt und Bauunternehmer in Chemnitz und bis 1936 Angestellter im Heeresbauamt. Von 1936 bis 1941 war er als Bauführer für Säureschutzarbeiten und Säureschutzingenieur in Siershahn und Breslau beschäftigt. Von 1941 bis 1945 leistete er Kriegsdienst als Soldat der Wehrmacht, zuletzt im Rang eines Unteroffiziers. Seit 1938 war er Mitglied der NSDAP.
Nach dem Zweiten Weltkrieg 1945 gelang es ihm, sich in Adelsberg eine bescheidene Existenz als selbstständiger Architekt, vorwiegend für ländlichen Wohnungsbau, zu schaffen. Im Jahr 1948 trat er der Christlich-Demokratischen Union Deutschlands (CDU) bei. Von 1949 bis 1950 war er Architekt beim Rat des Kreises Chemnitz und Leiter des Planungsbüros des Landkreises Chemnitz. Von 1950 bis 1953 arbeitete er als Technischer Leiter des VEB Bauplanung Chemnitz und ab Februar 1953 als Direktor des Entwurfsbüros Hochbau von Stalinstadt. Im November 1952 wurde ihm der Ehrentitel „Verdienter Techniker des Volkes“ verliehen. Von November 1953 bis 1958 war er als Nachfolger von Lothar Bolz Minister für Aufbau der DDR. Er war seit 1954 Mitglied des Hauptvorstandes, seit 1956 des Präsidiums und seit 1958 Vorsitzender des Beirates für Bauwesen der CDU.
Winkler starb an den Folgen eines Badeunfalls: Während seines Sommerurlaubes in Bulgarien hatte er sich durch einen Kopfsprung ins Schwarze Meer ernste Kopfverletzungen zugezogen. In einem Sonderflugzeug wurde er nach Berlin gebracht, wo er Tage später im Regierungskrankenhaus verstarb. Heinz Winkler wurde auf dem Waldfriedhof Grünau beigesetzt.